# Borrelia burgdorferi
Borrelia burgdorferi es una especie de bacteria de la clase Spirochaetes y del género Borrelia. Es el agente causante de la enfermedad de Lyme, una enfermedad zoonótica transmitida por garrapatas del género Ixodes. 
Borrelia burgdorferi lleva su nombre en honor al investigador Willy Burgdorfer que la aisló en 1982 por primera vez. 
Es una de las bacterias patógenas que puede sobrevivir sin hierro, sustituyendo todas las enzimas de la familia hierro-sulfuro con enzimas que contienen manganeso, evitando el problema que tienen muchas bacterias patógenas para conseguir el hierro.
Las infecciones producidas por B. burgdorferi han sido relacionadas con los linfomas no hodgkinianos.

## Identificación y sistemática
B. burgdorferi pertenece a un grupo de especies dentro del género Borrelia que comparten la característica de causar la enfermedad de Lyme en el ser humano, junto con B. afzelii y B. garinii. Algunos autores reúnen las tres especies bajo el nombre Borrelia burgdorferi sensu lato. Se han descrito al menos once genoespecies, que a veces se distinguen con la nomenclatura Borrelia burgdorferi sensu stricto.
Su genoma es uno de los más complejos entre las bacterias, y se reparte entre un único cromosoma y varios plásmidos. En estos últimos se encuentran los genes que codifican las proteínas que la bacteria necesita para mantener su ciclo enzoótico. Carece de los genes necesarios para sintetizar aminoácidos, nucleótidos, ácidos grasos y cofactores de enzimas, probablemente perdidos durante la coevolución con su vector y reservorios. 
Una vez ha infectado un vertebrado, un mecanismo de recombinación permite a la bacteria evadir el sistema inmunitario  alterando los antígenos de su membrana, lo que resulta en la ineficacia de la inmunidad adaptativa del hospedador. 

## Ciclo zoonótico

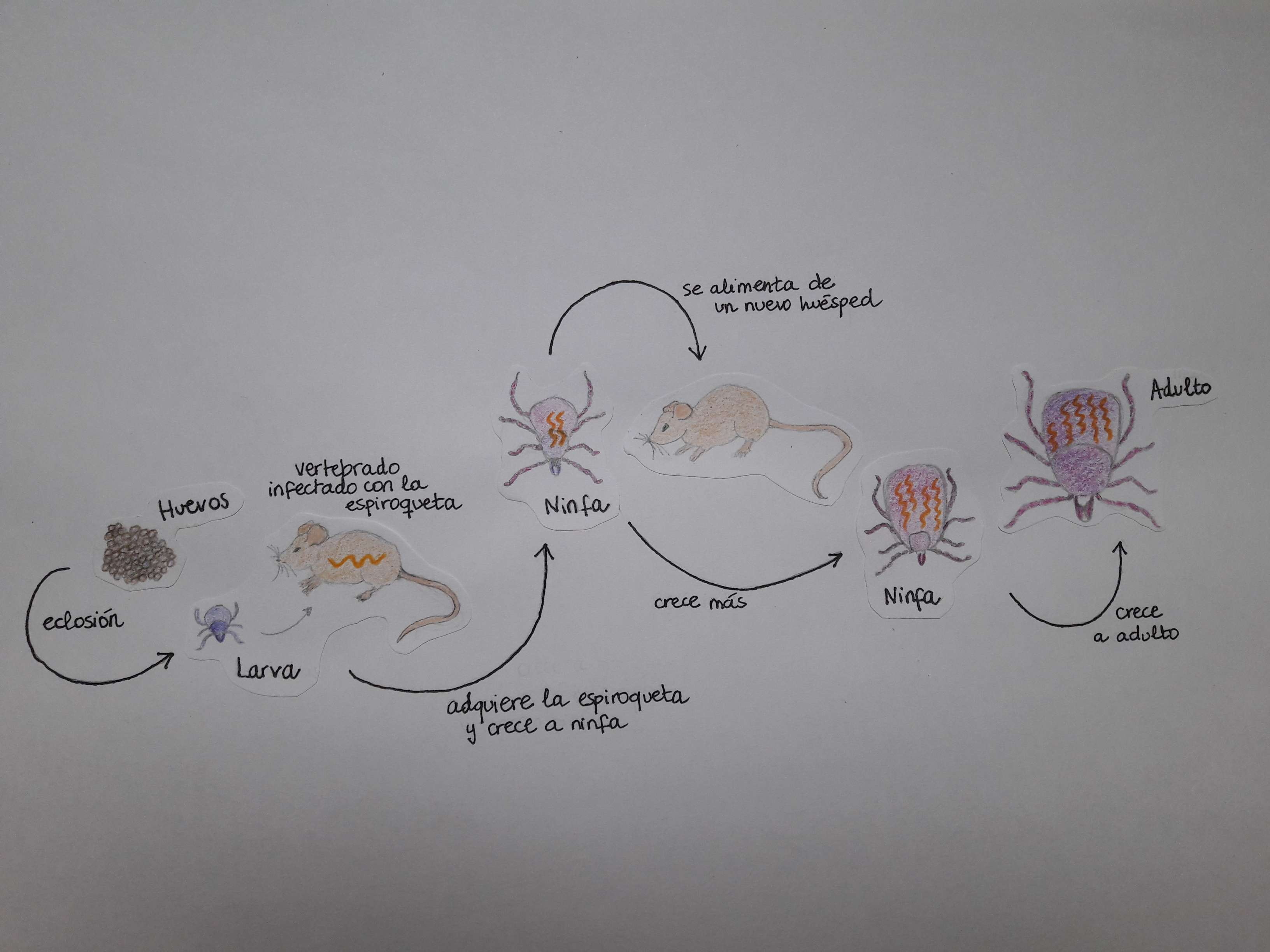
La eclosión de los huevos da lugar a las larvas de garrapata. La larva se alimenta de un reservorio animal vertebrado infectado por la espiroqueta, así la larva adquiere la espiroqueta y muda a ninfa. Una vez convertida en ninfa y conteniendo la espiroqueta, se alimenta de un nuevo hospedador que todavía no porta la espiroqueta en su organismo. De esta forma, además de transmitir la espiroqueta al nuevo huésped, consigue crecer más para mudar al estadio final de adulto. El paso que completa el ciclo es la deposición de huevos por la hembra adulto. Los huevos no han adquirido la espiroqueta de la madre.

El ciclo de transmisión y mantenimiento en el medio natural de B. burgdorferi es complejo, involucra ácaros hematófagos como vectores, y roedores de pequeño tamaño, múridos y cricétidos como reservorios. Las especies de garrapatas del género Ixodes, I. ricinus en Europa y Asia, e I. scapularis (sinónimo I. dammini) en Norteamérica son los vectores de transmisión conocidos, y son las que pueden transmitir la enfermedad al ser humano, especialmente las ninfas. Adquieren la infección al alimentarse de la sangre un animal infectado, generalmente un roedor durante el estadio larvario. La infección puede producirse en cualquier estadio de desarrollo de las garrapatas, desde las larvas hasta los adultos, y persiste a través de las fases de crecimiento, pero no todas las garrapatas que ingieren sangre infectada acaban siendo vectores de la borreliosis de Lyme.
El ciclo se inicia cuando una larva de Ixodes parasita un roedor infectado. Las espiroquetas sobreviven a la digestión y permanecen en el intestino medio, donde pasan el invierno, hasta que en la primavera siguiente la larva alcanza el estadio de ninfa. A partir de entonces, se inicia su replicación en el intestino, migran al hemocele y desde allí alcanzan las glándulas salivales. Es entonces cuando la garrapata puede transmitir la bacteria con su saliva a otro animal.
Aunque algunas Borrelia patógenas pueden infectar a la descendencia mediante transmisión transovarial, —a través de los huevos, en el caso de las garrapatas—, esto no ocurre con B. burgdorferi s.s. por lo que cada generación de garrapatas debe adquirir la infección de novo.
Las garrapatas adultas no son necesarias para el mantenimiento de B. burgdorferi en la naturaleza, ya que se alimentan predominantemente de la sangre de animales grandes, como el ciervo, incompetentes para albergar B. burgdorferi. Sin embargo, indirectamente, los ciervos ayudan al mantenimiento del ciclo enzoótico, ya que de ellos depende el éxito reproductivo de las garrapatas adultas, que se alimentan y aparean sobre ellos.
Los reservorios son los ratones de campo. Peromyscus leucopus, el ratón de pies blancos, se considera el principal reservorio de B. burgdorferi en el noreste de Estados Unidos, mientras en Europa esa función la cumplen varias especies del género Apodemus.
Se sabe que algunas aves pueden adquirir la infección, y transmitir las espiroquetas a las larvas de garrapata de forma viable, pero a diferencia de los ratones, en ellas la infección es episódica, decae y desaparece al poco tiempo, aunque pueden ser reinfectadas sucesivamente. No hay una relación evidente entre el parentesco y la efectividad para transmitir la zoonosis. Así, mientras que el mirlo americano mantiene la infección cerca de dos meses, el mirlo común, un ave del mismo género, no es susceptible.
El ser humano es, actualmente, un huésped accidental y un cul de sac en el ciclo de B. burdgdorferi. Aunque algunos medios afirman que la enfermedad puede transmitirse de una madre a sus hijos durante la gestación, esta hipótesis carece de evidencia epidemiológica.  Todos los estadios de las garrapatas pueden alimentarse de la sangre de humanos, pero solo las ninfas y los imagos pueden transmitir la infección. Las mascotas son también huéspedes accidentales y no forman parte del ciclo zoonótico.

## Enfermedad de Lyme

### Etiología
El agente causal de la enfermedad de Lyme, también conocida como borreliosis de Lyme, se dio a conocer pocos años después de que en 1976 se iniciara un brote de lo que parecía artritis reumatoide juvenil, en la localidad de Lyme (Connecticut, EE. UU.). Algunas de las manifestaciones de la enfermedad se conocían con anterioridad en Europa bajo diferentes nombres: eritema crónico migratorio, síndrome de Bannwarth o acrodermatitis crónica atrófica. El aislamiento de una Borrelia dirigido por Burgdorfer et al en 1981 a la que se llamó B. burgdorferi, a partir de ninfas de Ixodes scapularis y de pacientes con borreliosis de Lyme temprana, aclaró de manera definitiva la etiología de esta enfermedad.

### Patogenia
La garrapata comienza su periodo de alimentación a finales de primavera y durante el verano; es por esto por lo que la mayoría de los casos de borreliosis de Lyme se presentan en esta época.
Después de producirse la infección por los mecanismos descritos en el ciclo zoonótico, la lipoproteína Vls experimenta una variación antigénica durante las primeras fases de la enfermedad. Estas variantes de la proteína expresadas durante la infección desencadenan la respuesta inflamatoria y activan diferentes tipos celulares: activan el complemento y se vuelven resistentes al suero.
Además, B. burgdorferi, una vez en el organismo del vertebrado (por ejemplo, ratón), facilita su diseminación mediante su unión al plasminógeno y activadores de éste.

## Mecanismo de evasión de la respuesta inmunitaria

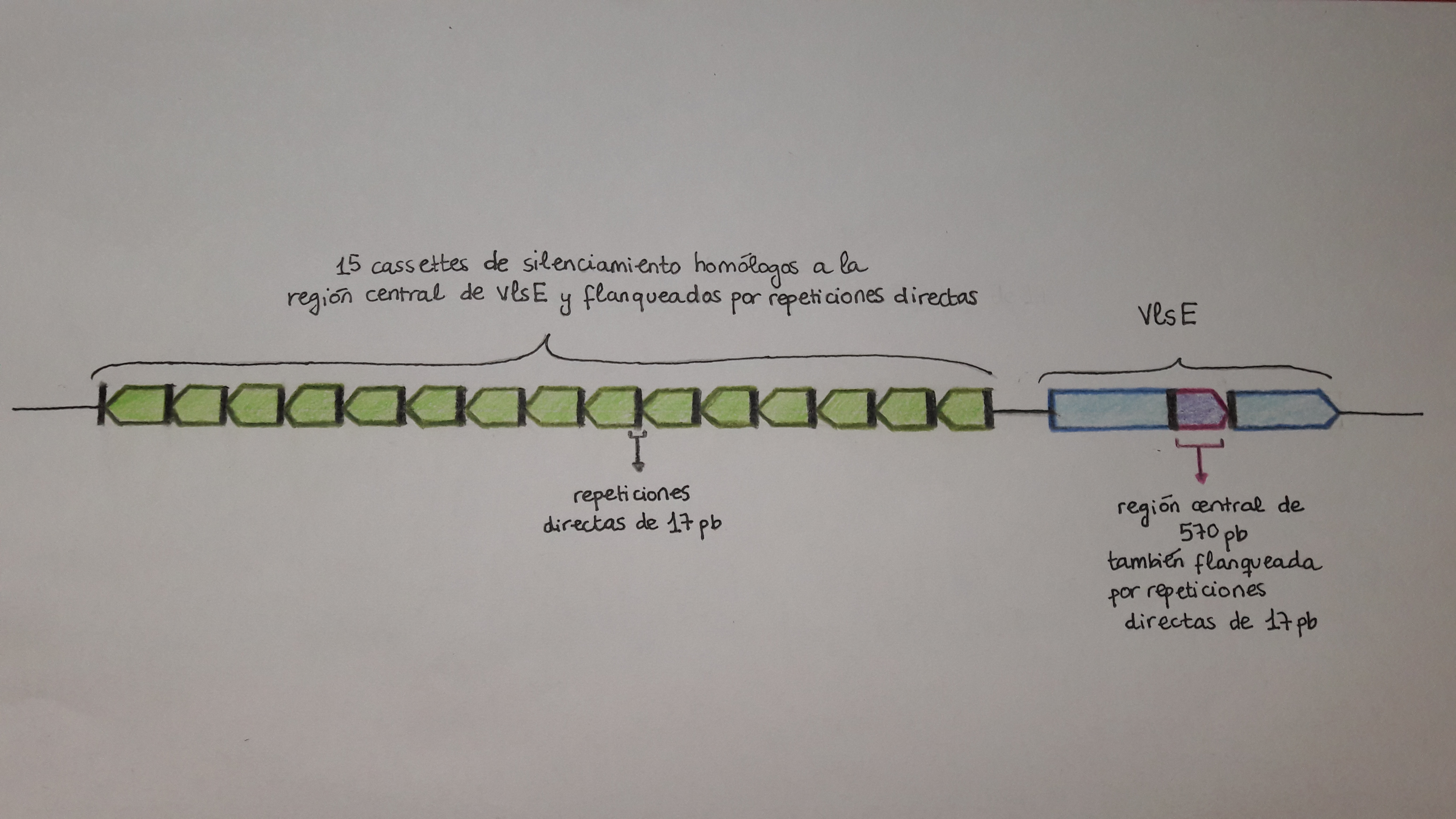
Sistema Vls de variación antigénica en B. burgdorferi: 15 cassettes de silenciamiento upstream de la región VlsE. Cada cassette está flanqueado por repeticiones directas de 17 pares de bases, al igual que la región central de VlsE, formada por 570 pares de bases. Los cassettes son homólogos a la región central de Vls.

B. burgdorferi utiliza un sistema de variación antigénica que evade la respuesta inmune adaptativa para conseguir persistir en el huésped. La bacteria consigue evadir los anticuerpos del sistema inmune a través de VlsE. VlsE es una lipoproteína de 35 kDa que sufre un fenómeno de variación antigénica mediante la recombinación de secuencias de casettes de silenciamiento en la región del locus de expresión de VlsE.
El sistema Vls (variable protein-like sequence) fue descubierto por Norris et al. Este sistema de variación antigénica crea una gran variedad de epítopos de la lipopotreína VlsE de la membrana externa celular durante la infección del vertebrado.
El sistema Vls fue primero descrito en la cepa B31 de burgdorferi; se localiza en lp28-1, uno de los múltiples plásmidos de burgdorferi, y consiste en el locus de expresión de VlsE y una serie de 15 cassettes de silenciamiento directamente upstream (río arriba) de VlsE. Estos cassettes de silenciamiento son elevadamente homólogos a los 570bp (pares de bases) centrales de dicho locus VlsE. Esta región central de VlsE y cada uno de los cassettes de silenciamiento están flanqueados por idénticas repeticiones directas de 17bp que muy probablemente contribuyan a la conversión génica: la secuencia de ADN en el locus de expresión VlsE cambia, mientras que la secuencia de cada cassette se mantiene constante.
El fenómeno de conversión génica que B. burgdorferi experimenta en el locus VlsE del plásmido lp28-1 hace que la secuencia de aminoácidos en la superficie varíe (diferentes epítopos de VlsE en la membrana externa) y por tanto, le confiera una ventaja adaptativa que le permite pasar desapercibida frente al sistema inmune.
El sistema de recombinación de VlsE ha sido observado únicamente en el ratón y el conejo como modelos de infección: la variación antigénica comienza 4 días tras la infección del ratón y produce la desaparición de VlsE parental en B. burgdorferi a los 28 días una vez producida la infección.
El sistema inmune adaptativo del ratón reconoce VlsE como antígeno y los anticuerpos generados contra el VlsE parental presentan una capacidad de unión más baja contra las variantes de VlsE producidas tras la infección del ratón. Además, se ha comprobado que la velocidad de recombinación de VlsE es más rápida en ratones inmunocompetentes que en aquellos que son inmunodeficientes.
B. burgdorferi no dispone de algunos genes de reparación del ADN que están implicados en la variación antigénica de otras bacterias, sin embargo, sí se ha observado que RuvA y RuvB son los únicos genes que se requieren para una conversión eficiente de VlsE: mutaciones en alguno de estos dos genes hacen que se reduzca gravemente la recombinación de VlsE y como consecuencia, la infectividad en ratones inmunocompetentes. 

## Transmisión horizontal de genes
La transmisión horizontal de genes, —HGT, horizontal gene transmission por sus siglas en inglés— parece ser un fenómeno que permite la adaptación en las poblaciones de B. burgdorferi. Probablemente, sea la responsable, al menos en parte, de la diversidad genética encontrada en sus plásmidos, algo que fue sugerido por Casjens et al.
Un mecanismo potencial para la entre células de B. burgdorferi es la transducción de bacteriófagos.  ϕBB-1 es el bacteriófago mejor caracterizado, que empaqueta miembros de la familia de plásmidos cp32. ϕBB-1 es capaz de transducir cp32 (plásmido) entre células de B. burgdorferi de la misma cepa y de diferentes cepas in vitro, aunque con mayor eficiencia entre aquellas que son de la misma cepa. Aunque el papel de ϕBB-1 en el movimiento de ADN entre la misma o diferentes cepas de B. burgdorferi no está todavía definido, es más probable que la transducción ocurra en la garrapata (actuando como vector), ya que la espiroqueta se encuentra en elevada densidad en comparación con la que encontramos cuando la infección se da en un vertebrado (ratón, conejo, ardilla...). La transducción de cp32 a través de ϕBB-1 es la mejor caracterizada y probablemente no sea el único medio de HGT. Aquellos fragmentos de ADN transferidos por HGT suelen ser pequeños, aunque los plásmidos de la familia cp32 son una clara excepción a esta regla, ya que se transducen al completo.
Aun así, los eventos de HGT resultan raros en general y casi inexistentes en el cromosoma. La baja tasa de HGT en Borrelia implica que la mayoría o todos los genes que muestran una diversidad alélica se encuentran bajo selección estabilizadora. Además se ha observado que la familia de plásmidos cp32 se transducen mucho más rápido que otras partes del genoma de burgdorferi y como consecuencia, no se espera que la variación génica de cp32 esté en desequilibrio de ligamiento con el resto del genoma.